# Хадыженское городское поселение
Хады́женское городское поселение — муниципальное образование в Апшеронском районе Краснодарского края России.
Административный центр — город Хадыженск.
В рамках административно-территориального устройства Краснодарского края городскому поселению соответствует город районного значения с подчинёнными ему тремя сельскими населёнными пунктами.

## Население
| 2010    | 2012    | 2013    | 2014    | 2015    | 2016    | 2017    |
| ------- | ------- | ------- | ------- | ------- | ------- | ------- |
| 22 585  | ↗22 765 | ↗23 007 | ↗23 289 | ↗23 504 | ↗23 748 | ↘23 720 |
| 2018    | 2019    | 2020    | 2021    | 2023    |         |         |
| ↘23 482 | ↘23 347 | ↘23 214 | ↘23 033 | ↘22 755 |         |         |

## Населённые пункты
В состав поселения входят 4 населённых пункта.
| № | Населённый пункт | Тип населённого пункта | Население (чел.) |
| - | ---------------- | ---------------------- | ---------------- |
| 1 | Хадыженск        | город                  | ↘21 700          |
| 2 | Красная Горка    | хутор                  | ↘550             |
| 3 | Папоротный       | хутор                  | ↘0               |
| 4 | Травалёв         | хутор                  | ↗456             |